# Volcano 2 – Feuerinferno in Miami
Volcano 2 – Feuerinferno in Miami (Originaltitel: Miami Magma) ist ein US-amerikanischer Katastrophenfernsehfilm aus dem Jahr 2011 von Todor Tschapkanow. In den Hauptrollen sind Rachel Hunter, Brad Dourif und Cleavant Derricks zu sehen.

## Handlung
Auf einer Bohrplattform im Golf von Mexiko am Atlantischen Ozean kommt es zu einer folgenschweren Katastrophe. Aufgrund von zu tiefen Bohrungen wurde eine Magmakammer durchbohrt und eine große Lavablase tritt nun aus. Nur wenig später strömt an Stelle von Öl Lava an die Oberfläche und die Plattform versinkt nach einer schwerwiegenden Explosion im Meer. Schon bald ereignen sich erste Naturkatastrophen vor der Küste Floridas und in Miami und Umgebung kommt es zu Zerstörungen. Der Geschäftsführer des Ölkonzerns Holter Energy, Capilla, spielt die Ereignisse herunter.
Vulkanologin Antoinette Vitrini kommt nach Nachforschungen zur Erkenntnis, dass dem Küstenstaat eine Katastrophe bevorsteht, wenn auf den Bohrplattformen weiterhin Öl gefördert wird. Gemeinsam mit ihrer Schwester Emily geht sie gegen weitere Bohrungen vor.

## Hintergrund
Drehort war in und um Lafayette im US-Bundesstaat Louisiana. Seine US-amerikanische Fernsehpremiere feierte der Film am 1. Dezember 2011.

## Rezeption
„Billiger (Fernseh-)Katastrophenfilm mit lustlos bedienten Standard-Situationen und überzogenen Charakteren, die kaum Unterhaltungswert besitzen. Als Trash fehlt dem Film zudem die letzte Entschlossenheit, seine Dürftigkeit selbstironisch aufzugreifen.“